# Parafia Nawiedzenia Najświętszej Maryi Panny w Kolembrodach
Parafia Nawiedzenia Najświętszej Maryi Panny w Kolembrodach – parafia rzymskokatolicka w Kolembrodach
Według tradycji, parafia pierwotnie erygowana w 1679. Miejsce kultu świętego obrazu (ikony bizantyjskiej) podarowanego (według tradycji) przez Jana III Sobieskiego. Miejsce modlitwy unitów. Drewniany kościół pw. Podwyższenia Św. Krzyża zbudowany w 1820 roku na miejscu wcześniejszego drewnianego kościoła. W 1875 przymusowo przekształcony w cerkiew prawosławną. Parafia katolicka ponownie erygowana w 1919 roku.
Obecny kościół drewniany w Kolembrodach został wybudowany w 1935 roku na miejscu rozebranego (z uwagi na zły stan techniczny) kościoła z 1820.

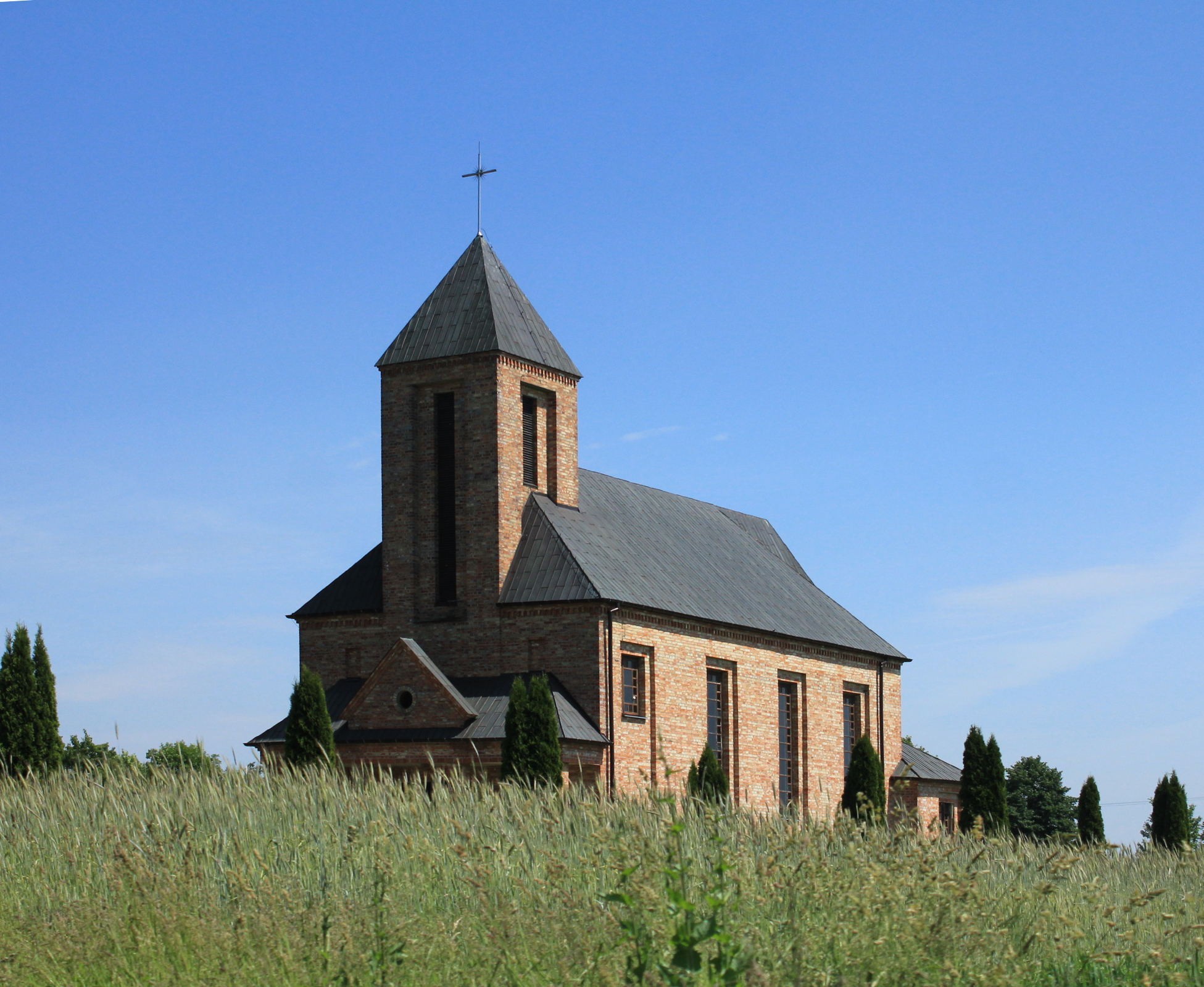
Kaplica w Żeliznej

Do parafii przynależy również kaplica dojazdowa w Żeliznej.